# Frédéric Serrat
Pour les articles homonymes, voir Serrat.
Frédéric Serrat est un boxeur français né le 15 mars 1977 à Grasse.

## Carrière
Frédéric Serrat remporte le tournoi  de Tampere en Finlande en 1997. Il est médaillé d'or aux jeux de la Francophonie d'Antananarivo en 1997 dans la catégorie des poids mi-lourds également médaillé de bronze aux jeux méditerranéens de Bari la même année dans la même catégorie. Toujours en 1997, il est médaillé d'argent aux championnats du monde de Budapest dans la catégorie des poids mi-lourds.
Au niveau national, il est champion de France de boxe amateur dans la catégorie des poids mi-lourds en 1997.

## Référence
1. ↑  (en) Résultats des championnats du monde de boxe amateur 1997 (amateur-boxing.strefa.pl)
2. ↑  « Champions de France amateurs seniors hommes de 1903 - 2010 », sur www.ffboxe.com (consulté le 13 décembre 2019)